# Rafael de Valenzuela Teresa
Rafael de Valenzuela Teresa (Zaragoza, 16 de marzo de 1940) es un militar español, II marqués de Valenzuela de Tahuarda, que fue Capitán general de la Región Militar Pirenaica. Hijo del también general Joaquín María Valenzuela y Alcíbar-Jáuregui y nieto del héroe de la guerra del Rif Rafael Valenzuela Urzáiz.
De 1993 a 1996 fue director de la Academia de Infantería de Toledo y gobernador militar de la provincia. En 1998 fue nombrado comandante militar de las provincias de Tarragona y Barcelona. En 1999 fue ascendido a teniente general y sustituyó Víctor Suanzes Pardo como jefe de la Región Militar Pirenaica. En octubre de 2000 cesó en esta región cuando fue nombrado jefe de la Región Militar Sur. En mayo de 2003 pasó a la reserva.